# Jeff Loomis
Jeff Loomis (Appleton, 14 settembre 1971) è un chitarrista statunitense noto per essere stato membro degli Arch Enemy dal 2014 fino al 2023.

## Biografia
Jeff iniziò a suonare molto giovane come chitarrista autodidatta e già a 16 anni vinse a Wisconsin un concorso per chitarristi.
Sempre a 16 anni, sostenne un'audizione per entrare nei Megadeth, a seguito del licenziamento di Jeff Young dopo la pubblicazione di So Far, So Good... So What!. Il giovane chitarrista suonò alcuni pezzi con la band, ma Dave Mustaine, seppur impressionato dalle doti del ragazzo, non lo arruolò a causa della sua età troppo giovane.
Dopo essere entrato a far parte di alcune piccole band, Jeff entrò a far parte dei Sanctuary, che recentemente avevano licenziato il loro chitarrista. Con tale band Loomis non registrò nessun album anche perché, pochi anni dopo il suo ingresso nel gruppo, lasciò i Sanctuary per fondare, con il cantante Warrel Dane e con il bassista Jim Sheppard, una nuova band, i Nevermore, ultimamente ha registrato il suo album solista Zero Order Phase.
Nell'aprile 2011 Loomis annuncia l'uscita dai Nevermore, a causa di insanabili divergenze con gli altri membri della band. Il 9 aprile 2012 (in Europa, e il giorno dopo nel Nord America) la Century Media Records ha pubblicato il secondo album solista Plains of Oblivion. Il 17 novembre 2014 il gruppo melodic death metal svedese Arch Enemy annuncia Loomis come nuovo chitarrista in sostituzione di Nick Cordle.
Loomis ha ufficializzato l'addio agli Arch Enemy alla fine del dicembre 2023 dopo 9 anni nella band.

## Stile musicale e influenze
Jeff è molto conosciuto per la sua grande abilità nel destreggiarsi con la tecnica dello sweep picking in cui filtra molti passaggi con legati o tapping come si può notare bene ascoltando per esempio Psalm of Lydia, Final Product e Miles of Machines. Inoltre suona con la chitarra a 7 corde accordata: Bb Eb Ab Db Gb Bb Eb.
Loomis ha citato Brian May, Eddie Van Halen, Randy Rhoads, Paul Gilbert, Marty Friedman, Jason Becker, Tony MacAlpine e Yngwie Malmsteen come sue principali influenze musicali.